# 農業污水處理
農業污水處理（英語：Agricultural wastewater treatment）是項農業科學議題，用於控制集約動物飼養作業和地表徑流造成的污染，其中的污染物中可能包含有肥料、殺蟲劑、動物糞便漿液、作物殘留或灌溉水中的化學物質。像生產乳品和雞蛋的集約化作業就需進行此類污水處理，這類處理廠的作業方式與工業污水處理類似。如果有足夠的土地興建池塘、沉澱池和兼性池，在動物繁殖或收穫週期的季節中使用，可能會達到較低的運作成本。:6–8動物糞漿通常會先滯留在厭氧池中處理，然後才噴灑或滴流到草地上。動物糞便有時會先置入人工濕地作處理。
含有沉積物、養分和殺蟲劑的地表逕流會造成所謂的非點源污染。單獨由動物糞便、青貯飼料液、擠奶場（奶牛場）廢棄物、屠宰場廢棄物、蔬菜洗滌用水和消防用水造成的污染則是所謂的點源污染。許多農場中未經處理過的污水透過地表徑流攜帶流向四處，就會造成非點源污染。
農民可設置侵蝕控制設施以阻擋徑流，避免田地裡的土壤流失。:pp. 4-95–4-96常用的控制法有順勢犁田、地面鋪設覆蓋物、作物輪作、種植多年生作物和河岸緩衝植物:pp. 4-95–4-96農民還可制定和實施養分管理計劃，降低過量施用肥料:pp. 4-37–4-38以降低|營養污染的可能性。為減少農藥的影響，農民可採用綜合害蟲管理 (IPM) 技術（包括生物防治）既減少依賴化學農藥，又能保護水質。

## 非點源污染

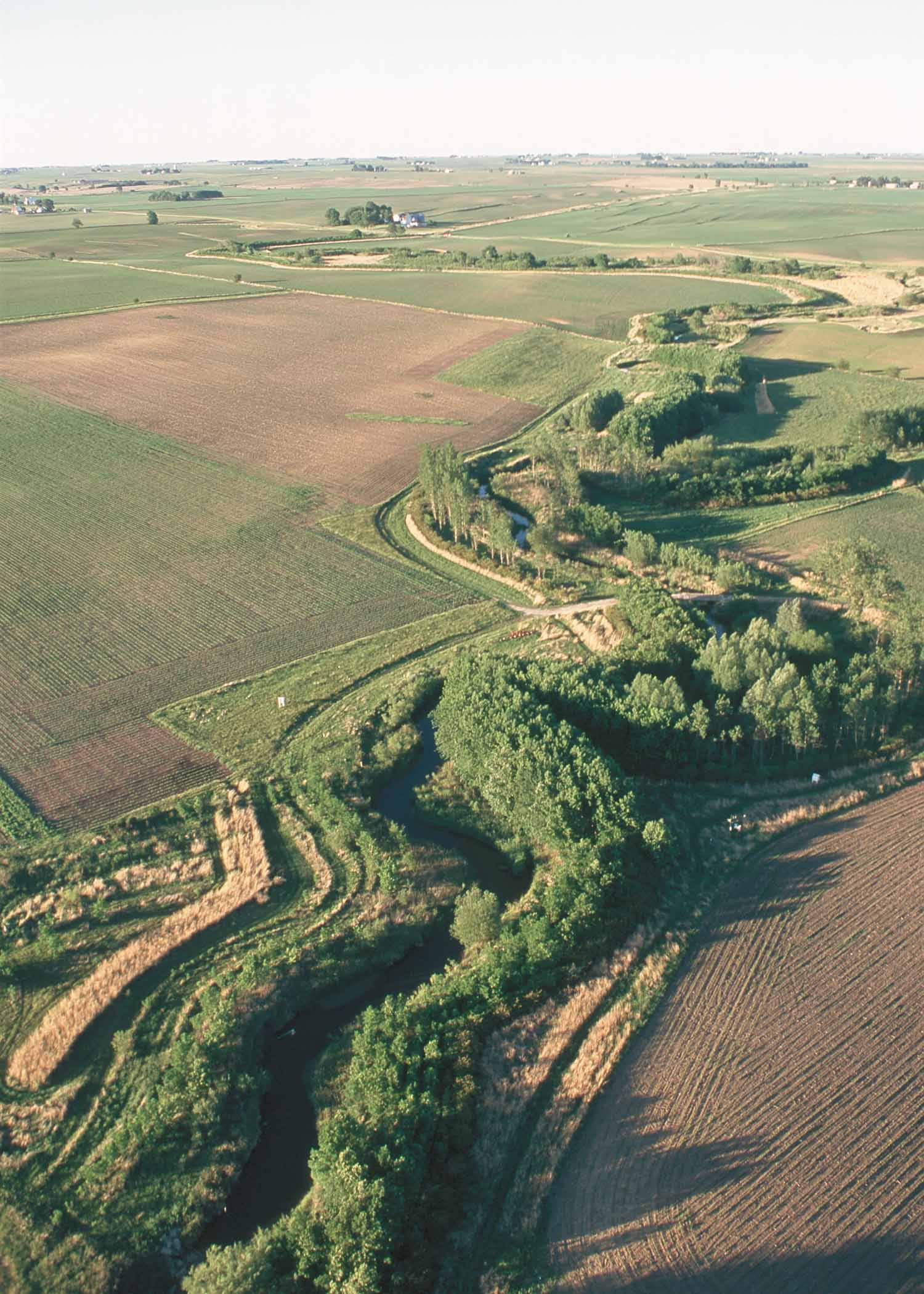
位於美國愛奧華州一處小溪兩岸種植的河岸緩衝植物。

農場的非點源污染是暴雨期間由地表徑流所造成。農業徑流是許多流域的主要污染源，在某些情況下也是唯一的污染源。

### 沉積物徑流

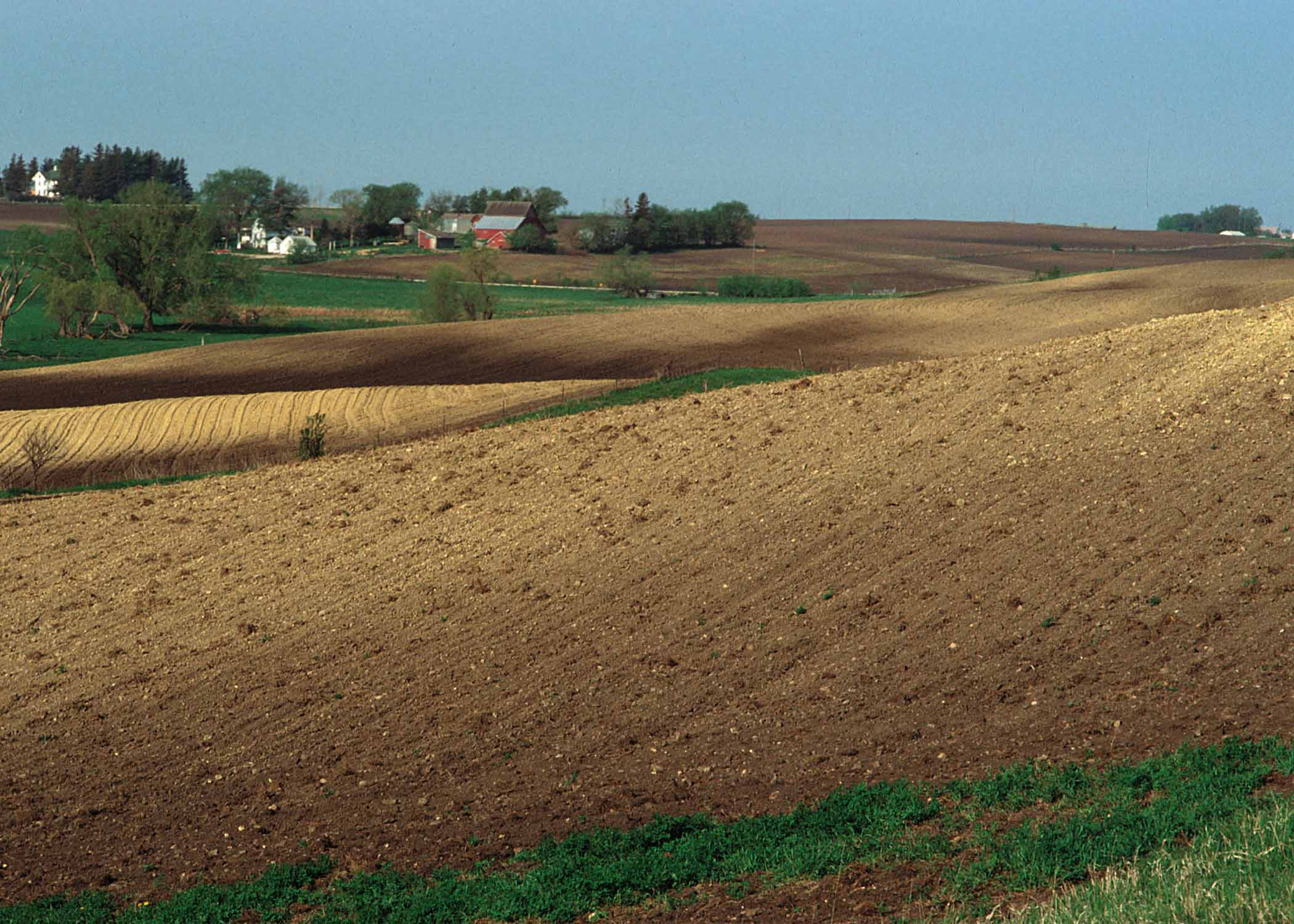
位於愛奧華州極易受到侵蝕的土壤。

美國最大的農業污染源是被逕流沖走的土壤。過多的沉積物導致水體混濁（具有高濁度），會抑制水生植物生長，堵塞魚鰓和悶死水生動物的幼蟲。 
常用的控制土壤侵蝕做法有：
- 順勢犁田[7]
- 鋪設土壤覆蓋物[8]
- 輪作
- 種植多年生作物
- 種植河岸緩衝植物。[3]:pp. 4-95–4-96

### 養分逕流

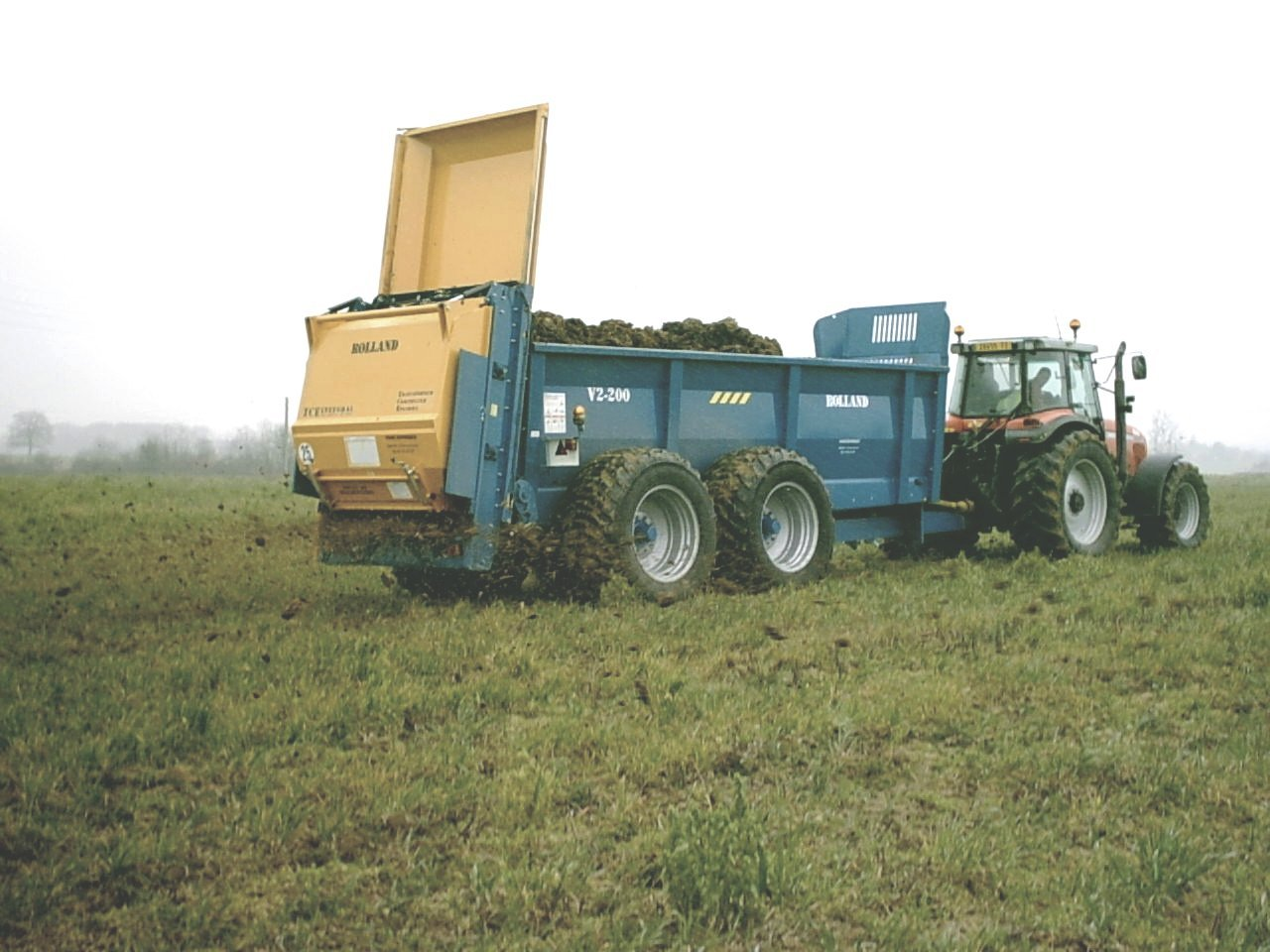
動物糞便散播車。

氮和磷是農業徑流中常存在的污染物，兩者經不同方式進入農田，例如肥料、動物糞便或市政或工業廢污水（流出物）或是污水淤泥。這些物質還會進入包含作物殘留、灌溉用水、野生動物和大氣沉降的徑流中。:p. 2–9
農民可制定和實施養分管理計劃，通過以下方式減緩水質受到影響：
- 對田地、作物種類、土壤類型、水體繪製地圖，做紀錄
- 制定合乎實際的作物產量預測
- 進行土壤測試（英语：soil test），及對施用的糞肥和/或淤泥作營養分析
- 確定其他重要的營養來源（例如灌溉用水）
- 評估重要的土地特徵，例如易受侵蝕的土壤、地層下排水和淺含水層
- 根據現實的產量目標和使用精準農業技術以施肥。[3]:pp. 4-37–4-38[9]

### 殺蟲劑

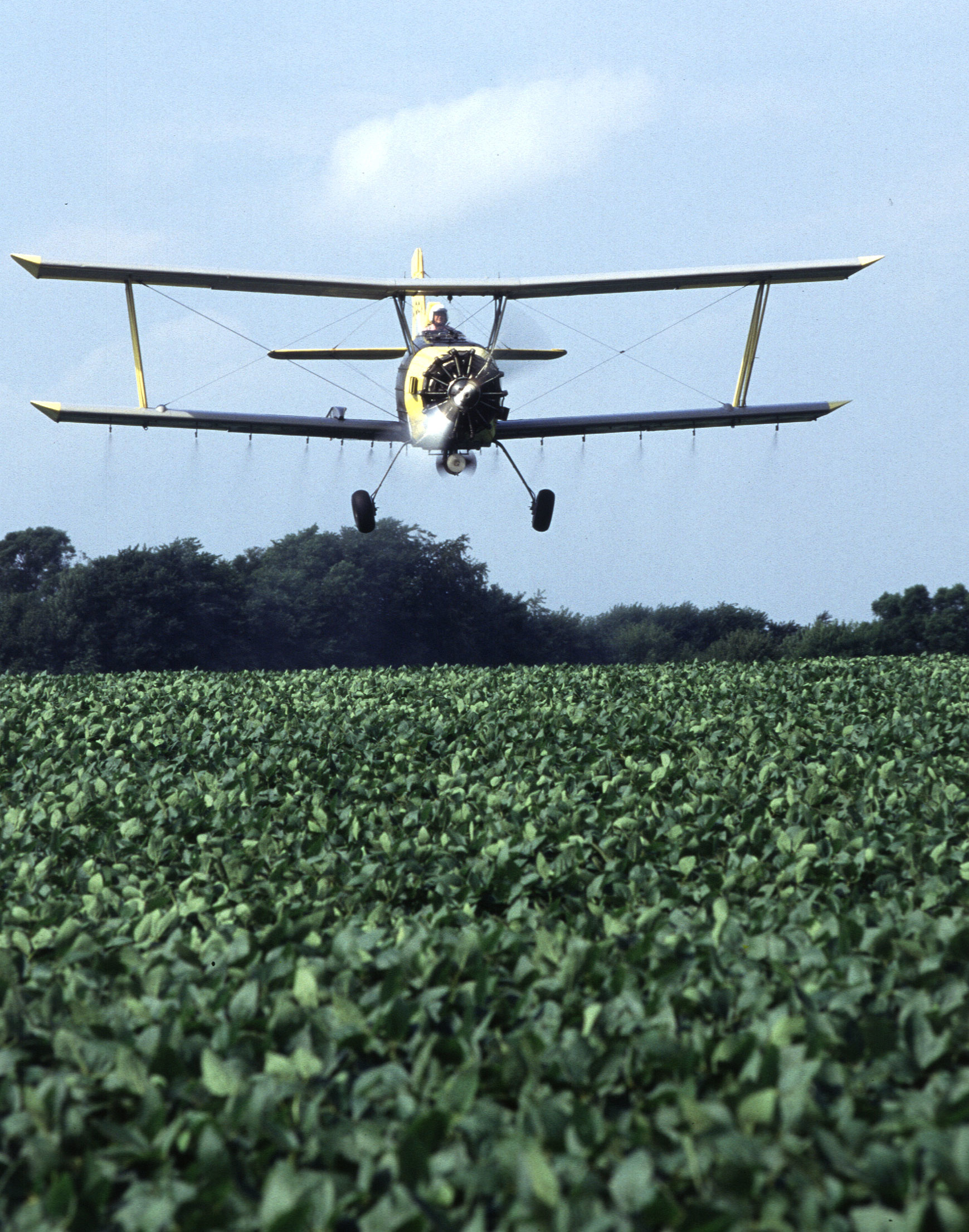
在美國，於大豆田噴灑殺蟲劑的農業航空用飛機。

農民廣泛使用殺蟲劑來控制害蟲和提高作物產量，但藥劑中的化學成分也會造成水質問題。殺蟲劑由於以下原因會進入地表水：
- 直接施用（例如空中噴灑或在水體上撒播）
- 暴雨造成的徑流
- 空中漂移（由相鄰的田地而來）。[3]:p.2–22

有時也可在地下水中檢測到殺蟲劑。:p.2–24
農民為減少依賴化學農藥，可用綜合害蟲管理 (IPM) 技術，除能控制蟲害之外，也能保護水質。

## 點源污染及處理步驟
大型集約化動物農場有可能成為點源污水的重要來源。這類設施在美國被稱為集中動物飼養作業（或稱為confined animal feeding operations ），已開始受到越來越多的政府監管。

### 動物廢棄物
畜養動物而產生的污水，其成分通常包含有：
- 有機物含量遠高於人類產生的生活污水
- 高濃度的總懸浮固體
- 高硝酸鹽和磷含量
- 抗生素
- 合成激素
- 常有高濃度的寄生蟲及蟲卵

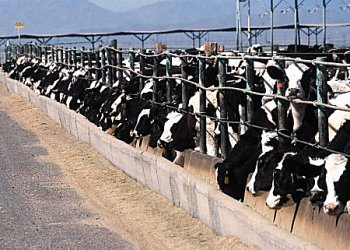
於美國的一處集約化乳牛場。

- 隱孢子蟲（一種原生動物）的孢子，對飲用水處理過程有抵抗力
- 蘭氏賈第鞭毛蟲孢子
- 布魯氏菌、沙門氏菌等人類病原體

牛的糞便可製成固體或半固體有機肥或液體漿液。把圈養乳牛的糞便製成漿液的做法尤為常見。
處理
堆積於室外的固體糞便有產生污水徑流的機會，但此類型的糞便可透過簡易的圍堵和/或覆蓋來防範。動物糞漿需要特殊的處理方式，通常先在漿池中處理，然後再到草地上噴灑或滴灌。有時會利用人工濕地作處理，與厭氧池的作用相同。過度施用，或施用到已經潮濕的土地，或施用土地的面積不足，會有被徑流直接帶入水道，而造成嚴重污染的機會。將糞漿施用含水層之上的土地，會產生直接污染，或更常見的是含水層因亞硝酸鹽或硝酸鹽而造成氮含量升高。
在飲用水取水口的上游棄置任何含有動物糞便的污水都會造成嚴重的健康問題，因為污水中存在高度抗性孢子，能讓飲用者發生嚴重的疾病。這種風險甚至會因淺排水口或是降雨徑流所產生甚低水平的滲漏而發生。
一些動物糞漿透過與稻草混合，經高溫堆肥處理，可產生無菌和易碎的肥料，用於土壤改良。

#### 豬圈糞便

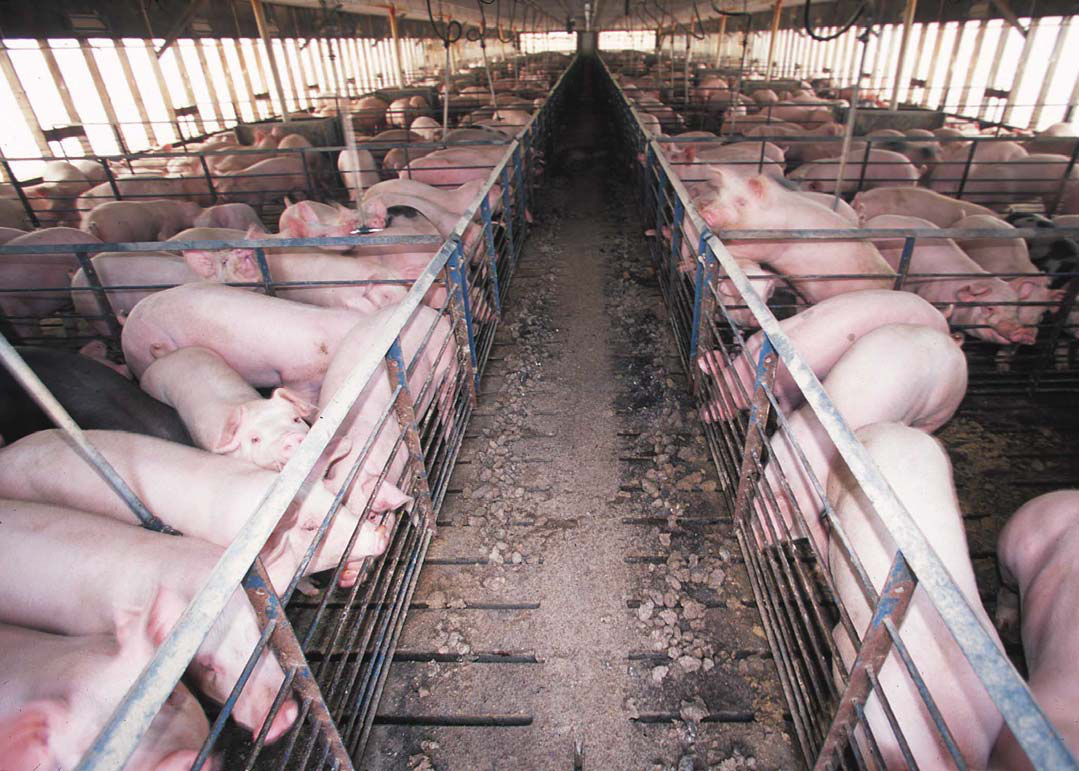
豬圈（養豬場）內的豬隻。

豬圈廢棄物與其他動物廢棄物相當，其處理方式相同，只是許多豬圈廢棄物含有高含量的銅，在自然環境中可能會有毒性。廢棄物的液體部分經常被分離出來，並在豬舍中重新使用，以避免處理富銅液體的高昂成本。廢棄物中常有蛔蟲及蟲卵，如果污水處理無效果，有感染人類的可能。

### 青貯飼料液
新鮮或枯萎的草，或是其他綠色作物可製成半發酵產品，稱為青貯飼料，可儲存作牛羊冬季飼料之用。處理青貯飼料時，通常會使用如硫酸或甲酸的調節劑。這類飼料的製作過程中經常會產生一種黃褐色、有強烈氣味的液體，其中富含單糖、酒精、短鏈有機酸和飼料調節劑。這種液體是已知最嚴重的有機污染物質之一。產生的青貯飼料液的數量一般與材料的水分含量成正比。
處理
最好在製作青貯飼料之前先讓作物枯萎來預防產生液體。產生的飼料液可添入豬飼料作補充用。最有效的處理方法是將其置入糞漿池中，並加入大量糞漿將其稀釋，之後在陸地上噴灑。由於青貯飼料液的酸性腐蝕作用，久而久之會導致存放的混凝土坑出現結構問題。

### 擠奶場（乳牛場）廢棄物
牛乳是種重要的食品，但由於其有機強度，含有它的污水具有高度污染性，會導致接收水域迅速脫氧。擠奶場產生的廢棄物中含有大量沖洗用水、一些動物糞便以及清潔和消毒化學品。
處理
擠奶場廢棄物通常在當地污水處理廠與人類生活污水混合處理，可確保消毒劑和清潔劑得到充分稀釋，以利處理。將擠奶場污水排入農場糞漿池是種選擇，但往往會很快消耗糞漿池的容量。噴灑到土地上也是種處理選擇。

### 屠宰場廢棄物
屠宰場產生的污水類似於擠奶場廢棄物，但其有機成分會更強，因此會造成更大的污染。
處理
與處理擠奶場廢棄物相同。

### 蔬菜洗滌用水
清洗蔬菜的用水含有大量的土壤和蔬菜碎片。也可能含有低水平殺蟲劑與中等水平的消毒劑（如氯）。
處理
大多數洗滌用水都會被回收，其中的固體經沉降和過濾去除。回收的土壤可回歸土地。

### 消防用水
少有農場會制定計劃應對火災，但農場的火災比許多工業場所更常見。農場內儲存的殺蟲劑、除草劑、農用機械燃料油和化肥都可能助長火勢，而且在農場救火過程所用的消防用水，其中前述物質的含量都可能達到對環境有害的程度。
處理
所有農場環境管理計劃都應建有容納大量消防用水的空間，並讓專業處理公司對其進行後續回收和處理。農場通常不具備處理這類水中污染物的能力。即使是在土地噴灑這種液體也曾給下游供水公司帶來嚴重的味道和氣味問題。:384-385

## 外部連結
- Electronic Field Office Technical Guide （页面存档备份，存于） - U.S. NRCS - Detailed soil conservation guides tailored to individual states/counties.